# Militärflugplatz Frosinone

i7
i11
i13
Der Militärflugplatz Frosinone (IATA-Code: QFR, ICAO-Code: LIRH) liegt in der italienischen Region Latium, etwa 80 Kilometer südöstlich von Rom und rund zwei Kilometer westlich der Provinzhauptstadt Frosinone. Hier bildet die italienische Luftwaffe Hubschrauber-Piloten aus. Der Flugplatz ist eingeschränkt auch für die Allgemeine Luftfahrt geöffnet.

## Geschichte
Der ehemalige Behelfsflugplatz wurde von Dezember 1936 bis März 1939 zum Militärflugplatz ausgebaut und danach hauptsächlich zu Ausbildungszwecken genutzt. Eine Ende 1946 hier eingerichtete Transportfliegerschule zog 1955 nach Latina um. Am 1. Februar 1953 entstand auf dem Flugplatz Rom-Urbe die Hubschrauber-Flugschule der italienischen Luftwaffe. Am 2. April 1955 zog die Schule mit ihren Agusta-Bell AB 47G/J nach Frosinone um. Von 1962 bis 1988 nutzte sie auch die AB 204B, die im Lauf der Zeit immer wieder als Rettungshubschrauber im Auftrag ziviler Stellen eingesetzt wurden. 1985 erhielt die Schule die neue Bezeichnung „72. Geschwader“ (72º Stormo). In diesem Jahr begann auch die Ausmusterung der AB 47 und der AB 204. Als Ersatz sah man die MD Helicopters MD 500E vor. 50 Exemplare wurden unter der Bezeichnung NH 500E von der italienischen Firma Breda Nardi (1989 von Agusta übernommen) in Lizenz für die italienische Luftwaffe gebaut und ab Mai 1990 größtenteils an das 72. Hubschraubergeschwader in Frosinone ausgeliefert. Im Zug der Umrüstung modernisierte man auch den Flugplatz, der unter anderem einen neuen Kontrollturm erhielt.

## Ausbildung
Frosinone ist das Ausbildungszentrum für Hubschrauberpiloten-Anwärter der italienischen Streitkräfte, der Polizeien und anderer Behörden. Auf der NH 500E beginnen somit auch Piloten der Heeresflieger und der Marineflieger ihre fliegerische Laufbahn, bevor sie in ihren Teilstreitkräften auf ihr Einsatzmuster umgeschult werden. Die seit über 50 Jahren auf dem Militärflugplatz ansässige Flugschule hatte einen wesentlichen Anteil am Aufbau der Hubschrauberstaffeln verschiedener anderer staatlicher Organisationen. In Frosinone werden auch im Auftrag ausländischer Streitkräfte und Behörden Hubschrauberpiloten ausgebildet. Die NH 500E können mit ungelenkten Luft-Boden-Raketen ausgestattet werden und dienen in dieser Form als leichte Kampfunterstützungshubschrauber. Ausbildung und Einsätze im Bereich Combat Search and Rescue sind Teil der Aufgaben des 72. Geschwaders.

## Bilder

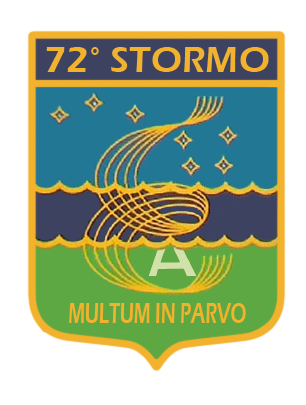
Wappen 72. Geschwader
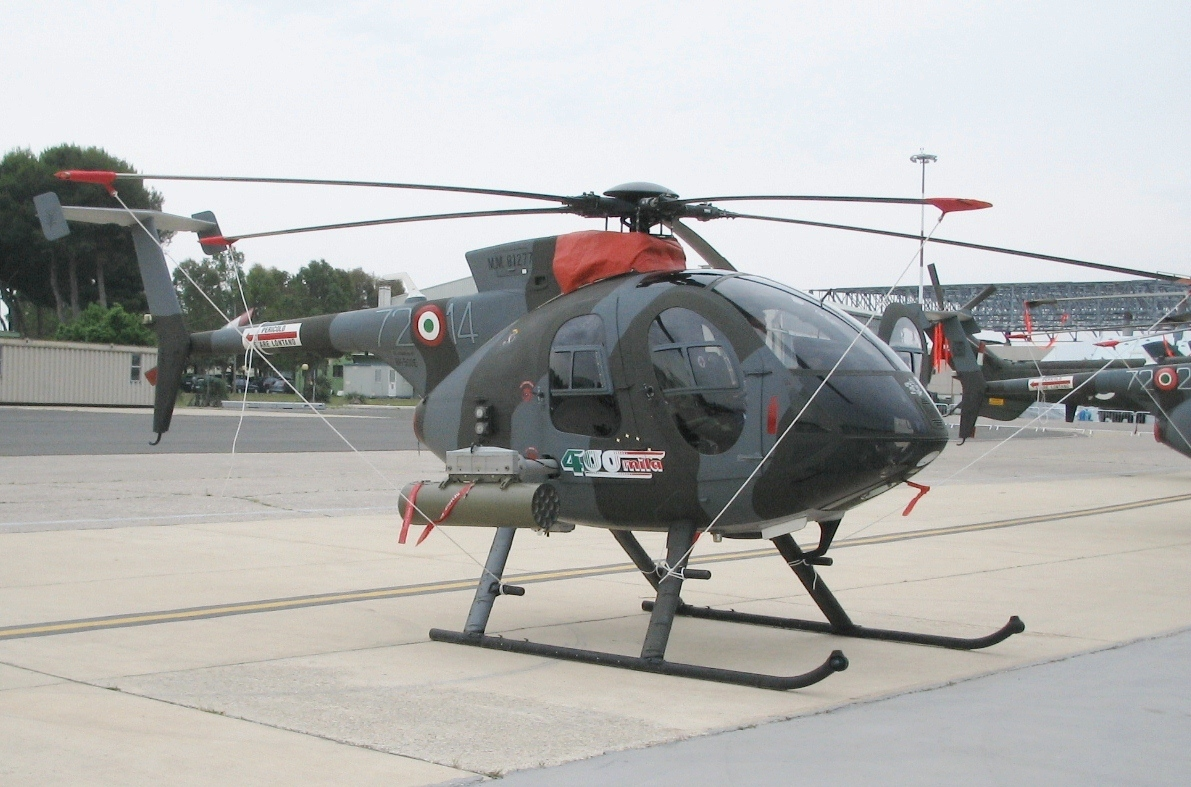
Bewaffneter NH-500E, 72º Stormo